# Robert Gundlach
Robert W. Gundlach (* 7. September 1926 in Buffalo (New York); † 18. August 2010 in Rochester (New York)) war ein US-amerikanischer Physiker und Erfinder, bekannt für seine Beiträge zur Entwicklung des modernen Photokopierers.
Gundlach erwarb 1949 seinen Bachelor-Abschluss in Physik an der University at Buffalo und ging dann in die Industrie, hatte aber Probleme, da er als Pazifist nicht für das Militär arbeiten wollte. Ab 1952 arbeitete er für eine damals kleine Firma für photographische Ausrüstung und photographisches Papier, die Haloid Company, die sich nach Börseneinführung 1961 Xerox nannten. Dort war er anfangs Mitarbeiter von Chester Carlson und leistete Mitte der 1950er Jahre wesentliche Beiträge zur Entwicklung der Photokopierer-Technologie, die in den 1960 auf den Markt gebrachten Xerox 914 Kopierer mündete, den ersten modernen automatischen Photokopierer. Er wurde unmittelbar ein großer Erfolg. Gundlach wurde 1963 Senior Scientist bei Xerox, 1966 Research Fellow und 1978 Senior Research Fellow. 1995 ging er in den Ruhestand.
2005 wurde er in die National Inventors Hall of Fame aufgenommen. Er hielt für Xerox 155 Patente.